# Покровська волость (Дніпровський повіт)
Покровська волость — адміністративно-територіальна одиниця Дніпровського повіту Таврійської губернії.
Станом на 1886 рік складалася з 6 поселень, 2 сільських громад. Населення — 1136 осіб (559 чоловічої статі та 577 — жіночої), 207 дворових господарств.
|                     | Площа, десятин | У тому числі орної, дес. |
| ------------------- | -------------- | ------------------------ |
| Сільських громад    | 3204           | 600                      |
| Приватної власності | 1900           | 20                       |
| Казенної власності  | 5974           | —                        |
| Іншої власності     | 63             | —                        |
| Загалом             | 11141          | 620                      |

Найбільші поселення волості:
- Покровка — село при Чорному морі за 100 верст від повітового міста, 394 особи, 73 двори, молитовний будинок, 2 лавки.
- Василівка — село при Дніпровському лимані, 235 осіб, 40 дворів, лавка.